# انسجام (بديع)
الانسجام عند البديعيين أن يكون الكلام لخلوه من التعقيد متحدرا كتحدر الماء المنسجم. ولسهولة تركيبه وعذوبة ألفاظه وعدم تكلفه يكاد يسيل رقة. ويكون له في القلوب موقع وفي النفوس تأثير.  وقد أطلق السيوطي هذا الاسم على النثر المقفى الذي يشبه الشعر وإن لم يقصد كاتبه ذلك.